# Sweetest Pie
Sweetest Pie è un singolo della rapper statunitense Megan Thee Stallion e della cantante britannica Dua Lipa, pubblicato l'11 marzo 2022 come primo estratto dal secondo album in studio di Megan Thee Stallion Traumazine.

## Pubblicazione
Nel giugno 2021 Megan Thee Stallion ha espresso interesse nel collaborare con Dua Lipa, a cui quest'ultima ha risposto dichiarando che anche lei avrebbe gradito collaborare con la rapper. Nel febbraio 2022 le due artiste hanno fatto intendere di avere una collaborazione tra le mani dopo che Dua Lipa ha inviato una torta di compleanno a Megan Thee Stallion definendola «la torta più dolce». Nello stesso mese la rapper ha rivelato che il suo prossimo singolo avrebbe visto la partecipazione di «qualcuno che i fan avevano già intuito» e che sarebbe stato differente rispetto ai suoi lavori precedenti.
Il 6 marzo 2022 Megan Thee Stallion e Dua Lipa hanno annunciato ufficialmente la collaborazione tramite i social media: mentre la prima ha diffuso immagini promozionali di entrambe incorniciate all'interno di varie torte, la seconda ha pubblicato alcune chat tra le due e video che le ritraevano insieme, assieme a degli snippet della traccia. Il titolo, la copertina e la data di uscita sono stati svelati il giorno seguente.

## Video musicale
Il video musicale è stato diretto da Dave Meyers mentre il concept è stato curato da Megan Thee Stallion.

## Tracce
Testi e musiche di Megan Pete, Dua Lipa, Clarence Coffee Jr., Joshua Isaiah Parker, Nija Aisha-Alayja Charles, Sarah Hudson e Stephen Kozmeniuk.
1. Sweetest Pie – 3:22

## Classifiche

### Classifiche settimanali
| Classifica (2022) | Posizione massima |
| ----------------- | ----------------- |
| Australia         | 24                |
| Belgio (Vallonia) | 42                |
| Canada            | 19                |
| Francia           | 153               |
| Germania          | 76                |
| Grecia            | 35                |
| Irlanda           | 14                |
| Lituania          | 49                |
| Nuova Zelanda     | 33                |
| Polonia           | 61                |
| Portogallo        | 69                |
| Regno Unito       | 31                |
| Singapore         | 27                |
| Slovacchia        | 100               |
| Stati Uniti       | 15                |
| Sudafrica         | 85                |
| Svezia            | 59                |
| Svizzera          | 54                |
| Vietnam           | 35                |

### Classifiche di fine anno
| Classifica (2022) | Posizione |
| ----------------- | --------- |
| Canada            | 79        |
| Stati Uniti       | 62        |

## Date di pubblicazione
| Paese       | Data          | Formato                          | Nota   |
| ----------- | ------------- | -------------------------------- | ------ |
| Mondo       | 11 marzo 2022 | CD, download digitale, streaming | [ 26 ] |
| Italia      | 11 marzo 2022 | Contemporary hit radio           | [ 27 ] |
| Regno Unito | 11 marzo 2022 | Contemporary hit radio           | [ 28 ] |
| Stati Uniti | 14 marzo 2022 | Adult contemporary radio         | [ 29 ] |
| Stati Uniti | 15 marzo 2022 | Contemporary hit radio           | [ 30 ] |
| Stati Uniti | 15 marzo 2022 | Rhythmic contemporary radio      | [ 31 ] |